# Komorerna vid världsmästerskapen i simsport 2022
Komorerna tävlade vid världsmästerskapen i simsport 2022 i Budapest i Ungern mellan den 17 juni och 3 juli 2022. Komorerna hade en trupp på två idrottare.

## Simning
| Idrottare    | Gren                      | Heat  | Heat      | Semifinal        | Semifinal        | Final            | Final            |
| Idrottare    | Gren                      | Tid   | Placering | Tid              | Placering        | Tid              | Placering        |
| ------------ | ------------------------- | ----- | --------- | ---------------- | ---------------- | ---------------- | ---------------- |
| Ali Barouf   | Herrarnas 50 meter frisim | 32,52 | 90        | Gick inte vidare | Gick inte vidare | Gick inte vidare | Gick inte vidare |
| Maesha Saadi | Damernas 50 meter frisim  | 35,26 | 81        | Gick inte vidare | Gick inte vidare | Gick inte vidare | Gick inte vidare |